# Sepp Maier
Josef Dieter "Sepp" Maier (Metten, 28. veljače 1944.), bivši je njemački nogometni vratar. Smatra se jednim od najboljih vratara u povijesti nogometa; prema izboru IFFHS-a, Meier je četvrti vratar svih vremena.

## Karijera
Sepp Maier je čitavu profesionalnu nogometnu karijeru proveo u Bayern Münchenu, s kojim je četiri puta osvojio Bundesligu, a tri puta zaredom Kup prvaka. Od 1966. do 1977. odigrao je rekordne 422 utakmice zaredom. Tri puta je izabran za zapadnonjemačkog igrača godine (1975., 1977. i 1978). Imao je nadimak "Die Katze von Anzing" ("mačka iz Anzinga") zbog svojih nevjerojatnih refleksa.
Maier je za Zapadnu Njemačku igrao na četiri uzastopna Svjetska prvenstva (1966., 1970., 1970., 1978.).
Danas, Meier radi kao vratarski trener Bayern Münchena.

## Nagrade i uspjesi
Klupski uspjesi
- Bundesliga: 1968./69., 1971./72., 1972./73., 1973./74.
- Njemački kup: 1966., 1967., 1969., 1971.
- Kup prvaka: 1973./74., 1974./75., 1975./76.
- Kup kupova: 1967.
- Interkontinentalni kup: 1976.

Reprezentativni uspjesi
- FIFA SP: 1974.
- UEFA Euro: 1972.

## Vanjske poveznice
- Statistika na Fussballdaten.de (njem.)
- Statistika  Arhivirana inačica izvorne stranice od 30. kolovoza 2009. (Wayback Machine) na FIFA.com (engl.)